# Natalia Arroyo
Natalia Arroyo Clavell (Esplugas de Llobregat, 14 de abril de 1986) es una entrenadora, periodista y exfutbolista española. Actualmente dirige al Aston Villa W. F. C. de la Women's Super League.

## Biografía
Nacida en la localidad barcelonesa de Esplugas de Llobregat, cuando tenía nueve años ingresó en las categorías inferiores del Fútbol Club Barcelona, primero como atacante y después en la defensa. Tras debutar en categoría sénior en 2004 con el F. C. Barcelona "B", en 2006 recaló en el primer equipo del R. C. D. Espanyol de la Primera División Femenina. Su trayectoria se vio truncada por varias lesiones de gravedad. Después de abandonar el club blanquiazul en 2008, jugó durante una temporada en el Levante Las Planas y colgó las botas a los 22 años.
En sus últimos años de carrera compaginó el deporte con una licenciatura en Comunicación Audiovisual. En 2010 recaló en el equipo técnico de la Federación Catalana de Fútbol, llegando a ser seleccionadora femenina absoluta en 2014, y al mismo tiempo empezó a trabajar como periodista deportiva: ha sido redactora en el diario Ara y comentarista de partidos de Primera División masculina y femenina para Bein Sports, Gol y Movistar LaLiga.
Entre 2020 y 2024 fue la entrenadora del equipo femenino de la Real Sociedad. En enero de 2025 ficha por el Aston Villa por tres temporadas y media.